# Gmina Lądek
Die Gmina Lądek ist eine Landgemeinde im Powiat Słupecki der Woiwodschaft Großpolen in Polen. Ihr Sitz ist das gleichnamige Dorf (deutsch Ladek, älter auch Landeck, 1939–1943 Landorf, 1943–1945 Londeck).

## Gliederung
Zur Landgemeinde Lądek gehören 16 Dörfer (deutsche Namen, amtlich bis 1945) mit einem Schulzenamt:
| Ciążeń (Ciazen, 1943–1945 Streben) Dąbrowa Dolany Dziedzice Jaroszyn Jaroszyn-Kolonia Ląd Ląd-Kolonia | Lądek (Ladek, 1939–1943 Landorf, 1943–1945 Londeck) Piotrowo Policko Ratyń Samarzewo Sługocin Sługocin-Kolonia Wola Koszucka |

Weitere Ortschaften der Gemeinde sind Ciążeń-Holendry, Nakielec und Wacławów.